# Provincia de Midelt
La prefectura de Midelt es una de las prefecturas de Marruecos, parte de la región de Draa-Tafilalet. Tiene 256.593 habitantes censados en 2004. Su capital es Midelt

## División administrativa
Midelt es una provincia en la región administrativa de Meknès-Tafilalet creada en 2009 con partes de las provincias de Jenifra y Errachidia. El centro administrativo está en la ciudad homónima de Midelt.

### Municipios
La provincia de Midelt está compuesta por 29 entidades administrativas: 27 comunas rurales y dos ciudades, Midelt y Er-Rich.
La provincia se divide administrativamente en las siguientes municipalidades y comunas:
| Nombre                | Código     | Tipo      | Viviendas | Población (2004) | Extranjeros | Marroquíes | Notas |
| --------------------- | ---------- | --------- | --------- | ---------------- | ----------- | ---------- | ----- |
| Midelt                | 301.01.03. | Municipio | 9549      | 44781            | 30          | 44751      | [ 5 ] |
| Er-Rich               | 201.01.07. | Municipio | 4002      | 20155            | 9           | 20146      | [ 6 ] |
| Guers Tiaallaline     | 201.09.05. | Comuna    | 2086      | 11931            | 1           | 11930      | [ 6 ] |
| En-Nzala              | 201.09.01. | Comuna    | 869       | 5186             | 0           | 5186       | [ 6 ] |
| M'Zizel               | 201.09.09. | Comuna    | 1062      | 6443             | 1           | 6442       | [ 6 ] |
| Sidi Aayad            | 201.09.11. | Comuna    | 1235      | 7424             | 0           | 7424       | [ 6 ] |
| Zaouiat Sidi Hamza    | 201.09.13. | Comuna    | 711       | 4595             | 1           | 4594       | [ 6 ] |
| Guir                  | 201.09.07. | Comuna    | 668       | 3499             | 0           | 3499       | [ 6 ] |
| Gourrama              | 201.09.03. | Comuna    | 2453      | 13426            | 1           | 13425      | [ 6 ] |
| Ait Yahya             | 201.15.01. | Comuna    | 713       | 4455             | 0           | 4455       | [ 6 ] |
| Amouguer              | 201.15.03. | Comuna    | 779       | 5119             | 0           | 5119       | [ 6 ] |
| Imilchil              | 201.15.07. | Comuna    | 1364      | 8222             | 0           | 8222       | [ 6 ] |
| Bou Azmou             | 201.15.05. | Comuna    | 1468      | 8903             | 0           | 8903       | [ 6 ] |
| Outerbat              | 201.15.09. | Comuna    | 1041      | 6137             | 0           | 6137       | [ 6 ] |
| Ait Izdeg             | 301.07.09. | Comuna    | 1503      | 8431             | 24          | 8407       | [ 5 ] |
| Ait Ayach             | 301.07.05. | Comuna    | 1877      | 11260            | 0           | 11260      | [ 5 ] |
| Mibladen              | 301.07.19. | Comuna    | 573       | 3087             | 1           | 3086       | [ 5 ] |
| Amersid               | 301.07.11. | Comuna    | 1117      | 6183             | 0           | 6183       | [ 5 ] |
| Tanourdi              | 301.07.23. | Comuna    | 416       | 2777             | 0           | 2777       | [ 5 ] |
| Tizi N'Ghachou        | 301.07.25. | Comuna    | 508       | 3053             | 0           | 3053       | [ 5 ] |
| Boumia                | 301.07.15. | Comuna    | 3494      | 15204            | 2           | 15202      | [ 5 ] |
| Aghbalou              | 301.07.01. | Comuna    | 1584      | 8292             | 0           | 8292       | [ 5 ] |
| Ait Ben Yacoub        | 301.07.07. | Comuna    | 810       | 4310             | 0           | 4310       | [ 5 ] |
| Zaida                 | 301.07.29. | Comuna    | 2062      | 9920             | 0           | 9920       | [ 5 ] |
| Itzer                 | 301.07.17. | Comuna    | 2354      | 10719            | 0           | 10719      | [ 5 ] |
| Anemzi                | 301.07.13. | Comuna    | 760       | 4313             | 0           | 4313       | [ 5 ] |
| Agoudim               | 301.07.03. | Comuna    | 714       | 4431             | 0           | 4431       | [ 5 ] |
| Sidi Yahya Ou Youssef | 301.07.21. | Comuna    | 461       | 2538             | 0           | 2538       | [ 5 ] |
| Tounfite              | 301.07.27. | Comuna    | 2462      | 12306            | 0           | 12306      | [ 5 ] |